# Kaftajn
Kaftajn (arab. كفتين) – miejscowość w Syrii, w muhafazie Idlib. W 2004 roku liczyła 2346 mieszkańców.